# ハリー・キム
ハリー・キム(Harry kim)は、『スタートレック:ヴォイジャー』に登場する人物の一人。ギャレット・ウォンが演じた。日本語版の吹き替えは真殿光昭。

## 人物
2349年、サウスカロライナ生まれ。東洋系。宇宙艦隊士官学校を卒業後、U.S.S.ヴォイジャーに赴任、初任務がバッドランドのマキ及びそこに潜入中のトゥヴォックの行方を捜索することであった。
ヴォイジャーのブルッジ士官でOPS（オペレーション管理）を受け持っている。管理者（ケアテイカー）により、銀河系の反対側であるデルタ宇宙域に飛ばされてから、元マキで『問題児』と言われたトム・パリスと親友になった。
性格は真面目で大人しく正直。世間知らずなお坊ちゃん的でもあるが、友情にあつく「刑務所コロニー」に入獄された際、負傷したパリス中尉を最後までかばう実直さを見せている。命令を受けたことは常に期待以上の成果を上げるなど才能はあるものの、まだまだ新米で頼りない部分も多く描かれていた。艦長からは未来の艦長候補と目をかけられており、とりわけ厳しく教育されている。後に自分から発言することも多くなる。
後年、ヴォイジャーの天体測定ラボを開発、ホログラムの知識も豊富でパリスから「ホロドクターの予備を開発」することを依頼された事もあった。
恋愛に関しては、ホロキャラクターの女性や、恋愛禁止の異星人女性、ボーグから切り離されたセブン・オブ・ナインなど個性的な女性に惚れる事をパリスにからかわれている。趣味はクラリネットの演奏、後期ではサキソフォーンにも取り組んでいるようである。
地球と連絡がとれた際に母親が『昇進出来るようにママが艦長にお願いしてあげるから』と、マザコン気味な部分も露呈している。
可能性の未来では、U.S.S.ロードアイランドの艦長に昇進していた。
『スタートレック：ピカード』シーズン3において、当初は自爆から難を逃れたロー中佐と、可変種に捉えられていた本物のトゥヴォック大佐をU.S.S.ヴォイジャーBの艦長としてU.S.S.イントレピッドから救助する役割と、最終話にてジェインウェイと共にセブンを昇進させるシーン等数話への出演が決定されていたものの、制作側の都合で立ち消えになった。

## 経歴
- U.S.S.ヴォイジャー　第2副長兼保安部長（大尉）（「Star Trek:Destiny」）
- U.S.S.ヴォイジャー　OPS（少尉、後にデルタ宇宙域から帰還した功績により大尉に昇進）
- 2371年、宇宙艦隊アカデミーを卒業

## プロフィール
- 姓 - キム （Kim）
- 名・中間名 - ハリス・S.L. （Harris (Harry)・S. L．）
- 出身 - 地球・アメリカ・サウスカロライナ
- 種族 - 地球人
- 国籍 - 惑星連邦
- 職業 - 宇宙艦隊少尉
- 経歴

U.S.S.ヴォイジャー　オペレーション主任（少尉）
宇宙艦隊士官学校　卒業
- 家族

ジョン・キム　（父）
マリー・キム　（母）